# 세구주

세구주의 위치

세구주(프랑스어: région de Ségou)는 말리의 주로, 주도는 세구이며 인구는 1,887,100명(2001년 기준), 면적은 64,947km2이다. 말리에서 인구밀도가 네 번째로 높다.

## 같이 보기
- 말리의 행정 구역